# Pierre-Esprit Radisson
Pour les articles homonymes, voir Radisson (homonymie).

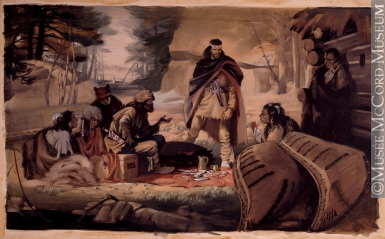
Radisson et Grosilliers en négociations avec des Amérindiens à un poste de traite de la fourrure.

Pierre Esprit Radisson, né probablement à Paris vers 1636 et mort à Londres le 21 juin 1710, est un explorateur et commerçant de fourrures français en Nouvelle-France. Établi à Trois-Rivières avec ses sœurs autour de 1650, Radisson est captif des Agniers lors d'un raid en 1652. Il est adopté par une famille et s'intègre à la communauté où il demeure pendant près de deux ans. En mai 1654, il est de retour parmi les siens à Trois-Rivières. Il fait la connaissance de son beau-frère, Médard Chouart des Groseilliers, avec qui il effectuera plusieurs expéditions dans les années suivantes. En 1659-1660, les deux Français se rendent au lac Supérieur, une première pour des Européens. Ils y rencontrent notamment des Saulteux et des Sioux. À leur retour en 1660, ils ramènent une impressionnante cargaison de fourrures dans la vallée du Saint-Laurent. Radisson et des Groseilliers cherchent à intéresser des gens à la baie d'Hudson afin de commercer avec les Cris. Ne trouvant aucun appui en Nouvelle-France ni en France, ils se rendent d'abord à Boston en 1662, puis en Angleterre. Le roi Charles II et son cousin le prince Rupert appuient les projets d'expédition des deux Français à la baie d'Hudson. À partir de 1665, Radisson s'est installé à Londres où il note ses aventures en Nouvelle-France (Voyages of Peter Esprit Radisson) pour l'aider à convaincre des investisseurs. Radisson effectue plusieurs allers-retours à la baie d'Hudson au cours des années suivantes. Il participe, avec des Groseilliers, à la fondation de la Compagnie de la Baie d'Hudson en 1670.
De 1675 à 1684, il revient toutefois au service de la France. En 1682, Radisson participe à la prise d'un poste établi par les Anglais à l'embouchure de la rivière Nelson. Or, il repasse au service de la Compagnie de la Baie d'Hudson en 1684 et mène des expéditions dans la baie, entre autres au poste de la rivière Nelson. Les Français lui tiennent rigueur de ses changements d'allégeance et le considèrent maintenant comme un traître. Naturalisé Anglais en 1687, Radisson demeure en Angleterre où il reçoit une pension annuelle de la Compagnie de la Baie d'Hudson. Il meurt à Londres en 1710.

## Biographie

### Jeunesse
Son père, prénommé également Pierre Esprit, était originaire de Carpentras et sa mère, Madeleine Hénaut, de Saint-Malo. La famille Radisson habite la rue Saint-Martin à Paris. Le père est marchant linger et exploite une boutique dans le Marais. Pierre Esprit est le troisième enfant d'une famille de quatre: Marguerite, née de la première union de Madeleine, Françoise, Pierre Esprit et Élisabeth. D'après un acte notarié, il est né à Paris vers 1636. Le père meurt en 1641 et la mère peu après. Ceci entraîne le départ des enfants Radisson vers l'Amérique.

### Les premiers temps en Amérique

#### Captif des Agniers

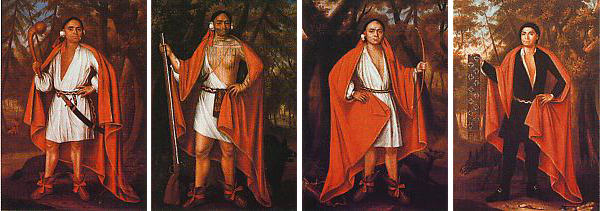
Des Agniers au temps de Radisson.

On ignore quand Radisson est arrivé en Nouvelle-France. Il s'est probablement établi à Trois-Rivières autour de 1650 avec sa demi-sœur, Marguerite Hayet. Alors qu'il n'a que 15 ans, il est capturé par une vingtaine de guerriers agniers lors d'un raid au printemps de 1652. Ses deux compagnons sont tués. En route, il commence à subir une transformation pour devenir un Iroquois. Ses cheveux sont coupés et enduits de graisse, son visage est peint en rouge et noir. Le jeune Radisson est emmené au village de Tionontoguen, situé à proximité de la ville de Schenectady (New York). À son arrivée, il n'échappe pas à la traditionnelle bastonnade. Mais Ojistoh lui vient en aide car elle souhaite l'adopter pour remplacer l'un de ses fils mort. Il est finalement adopté par la famille de la femme et est appelé Orinha. Il est nourri, se familiarise avec leurs coutumes et apprend leur langue. Rapidement, Radisson parvient à gagner en liberté de mouvements.
Un jour, il part chasser loin du village avec trois autres Iroquois. Radisson s'enfuit avec un autre captif Montagnais. Sa fuite dure deux semaines mais il est repéré puis repris par les Agniers. Le Montagnais est tué alors que Radisson est roué de coups et ramené au village avec d'autres captifs. Alors que des captifs sont tués rituellement, Radisson est torturé pendant 2 jours. Sa mère adoptive le conseille quant à l'attitude à prendre. Le troisième jour, on s'interroge sur son sort. Sa famille adoptive plaide vivement pour lui. Il est finalement libéré. Ses parents le ramènent dans leur maison où ils le soignent.
Au cours des semaines suivantes, Radisson parvient à s'intégrer à la communauté. En compagnie d'une dizaine de guerriers, il participe à une expédition en pays érié. Cinq mois plus tard, il ramène une captive, un exploit qui lui vaut le respect, ainsi que plusieurs peaux. C'est donc victorieux qu'il rentre à Tionontoguen. Son retour donne lieu à plusieurs banquets et échanges de présents.
Radisson visite peu après le fort Orange avec son frère agnier et d'autres guerriers. Le gouverneur lui offre de le racheter mais il refuse « vu que c'était ma destinée de découvrir beaucoup de nations sauvages, je ne lutterais pas contre ma destinée ». Radisson retourne encore une fois à Tionontoguen.
Il décide finalement de s'évader une deuxième fois. Prétextant aller à la chasse, il quitte le village le 29 octobre 1653. Près du fort Orange, un couple de Néerlandais le recueille, le cache et le déguise pour qu'il puisse se rendre à fort Orange même. Il y rencontre le gouverneur Jan Baptist Van Rensselaer. Radisson est caché pendant que les Agniers le recherche. Le jeune Français traverse l'Atlantique pour se rendre à Amsterdam. Il y débarque le 4 janvier 1654 pour reprendre aussitôt la route pour La Rochelle. Le 15 mars, Radisson entreprend le voyage contraire. Le 7 mai, il arrive à l'île Percée, suivi de Québec et finalement de Trois-Rivières.

#### Les premières expéditions
Après deux années passées chez les Agniers, Radisson retrouve enfin ses deux sœurs à Trois-Rivières. Il fait alors la connaissance du commerçant de fourrures Médard Chouart des Groseilliers, qui avait épousé sa demi-sœur Marguerite, devenue veuve, en 1653.
En 1657, Radisson se joint à une vingtaine de Français, dont les pères jésuites Paul Ragueneau et François Du Péron, une cinquantaine d'Iroquois et une cinquantaine de Hurons qui se rendent à la mission de Sainte-Marie de Gannentaha (Onondaga) en terre onontaguée, près de l'actuelle ville de Syracuse (New York).
Parvenu au lac Saint-François, Radisson note: « Je me satisfais de vous assurer que c'est un pays ravissant et beau. Nous ne manquions de rien de ce que nous voyions en passant ces bords, tuant des cerfs, des orignaux et des oiseaux ». En cours de route, Radisson connaît de nombreuses péripéties dont une attaque des Hurons par les Onontagués lors d'une halte. Arrivé à Onontagué, Radisson se dirige vers le village où vivent une cinquantaine de personnes, notamment le missionnaire Pierre-Joseph-Marie Chaumonot, sous le commandement de Zacharie Dupuis.
Bientôt, l'hostilité des Onontagués s'accroît à la suite de fièvres qui déciment les leurs et qu'ils attribuent aux Jésuites. La tension monte au cours de l'été 1657. Quand arrive la saison hivernale, les Français se sentent pris au piège, d'autant que les Onontagués semblent occupés à « faire des festins, des guerres, des chants, de lancer des haches, et de briser des chaudières [chaudrons]. Que pouvions-nous faire ? Nous étions entre leurs mains. Il était dur de leur échapper. »

C'est alors que les Français conçoivent un plan d'évasion. Radisson, grâce à sa connaissance des rituels et des rêves autochtones, s'avère particulièrement utile. Ils organisent d'abord un premier banquet où ils convient les Onontagués. Après les chants et les danses, le père Ragueneau fait semblant de se casser le bras. Dans les semaines suivantes, les Français construisent des barques et des canots à l'insu des Onontagués. Le père Raguenau se dit ensuite guérit et organise un deuxième festin à la fin de l'hiver pour célébrer cela. Les Onontagués sont donc invités à un autre banquet le 20 mars 1658. À la fin du festin, les Onontagués sont assommés par la quantité prodigieuse de nourriture ingurgitée et dorment profondément. Radisson et les autres Français en profitent alors pour quitter discrètement les lieux sur les bateaux qu'ils ont construit. Le groupe, après avoir franchi quantité de glaces, arrive enfin à Montréal en avril. Radisson regagne pour sa part Trois-Rivières. 

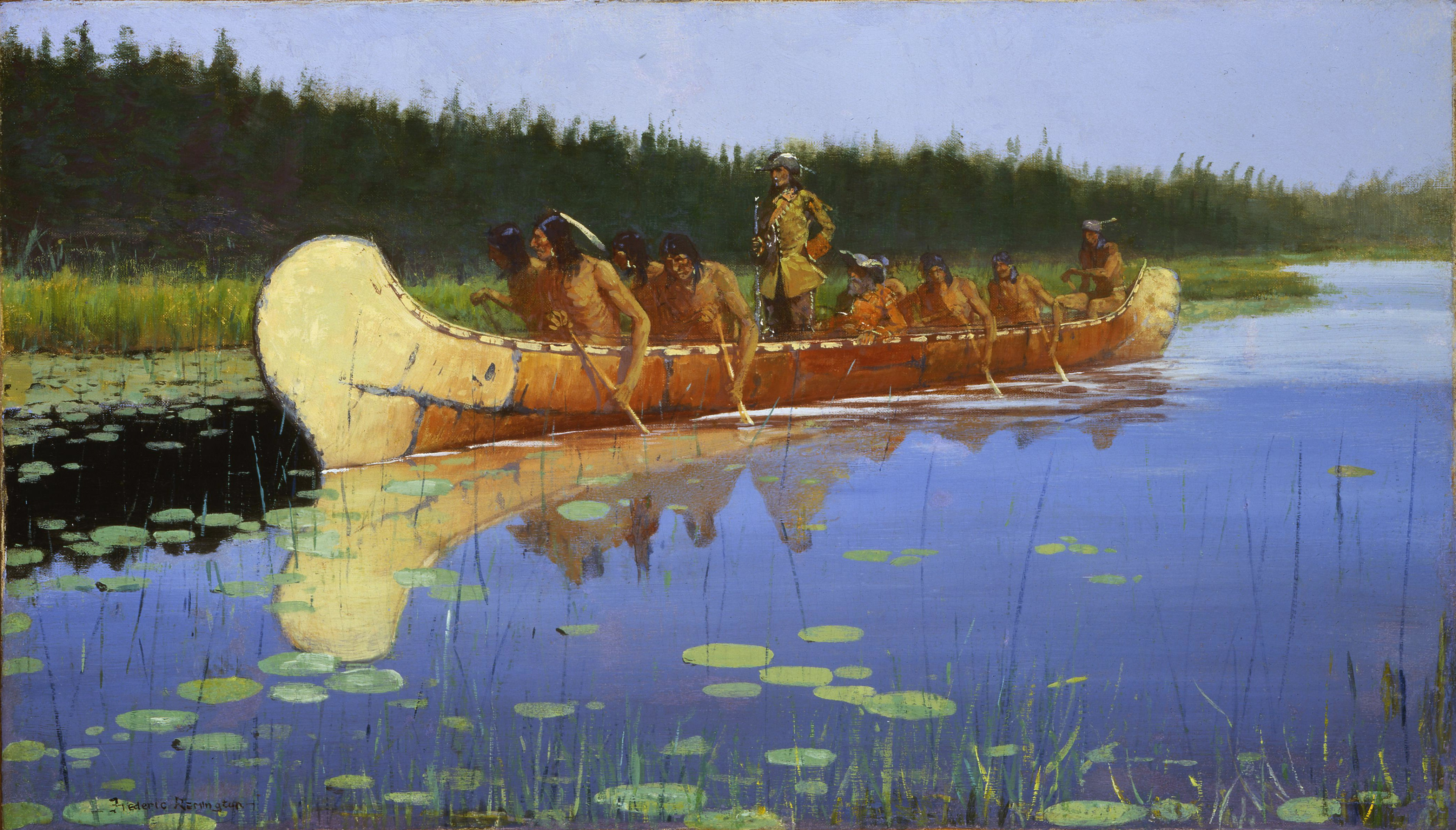
Peinture de Frederic Remington (1905) qui est parue dans le Collier's Magazine en 1906. Debout, Radisson est le chef d'une expédition aux Grands Lacs en 1659-1660. Des Groseilliers est assis à ses côtés.

Au printemps de 1659, Radisson est recruté par son beau-frère des Groseilliers. Les deux hommes renoncent toutefois à obtenir un congé de traite face aux demandes jugées excessives du gouverneur Pierre de Voyer d'Argenson. Radisson et Des Groseilliers, téméraires, s'embarquent donc sans congé en compagnie de Saulteux en direction du lac Supérieur. Il fait très froid pendant l'hiver suivant. Radisson se souvient: 
« Nous avions à peine un petit peu de viande salée à manger. C'était pitié de voir nos pieds et nos jambes en sang à force de traîner nos canots dans les courants d'eau rapides, où les rochers ont des pointes si tranchantes. » 
Radisson et Des Groseilliers parviennent à la rivière des Français, puis au lac Huron et au sud du lac Supérieur, où ils sont fort impressionnés par la richesse de cette région alors peu connue des Français. Les deux beaux-frères y construisent un fort. Une cinquantaine de Saulteux viennent les voir. Français et Autochtones procèdent à des échanges. Radisson et Des Groseilliers marchent ensuite vers un village près du lac Courte Oreilles où ils rencontrent des Saulteux et des Ménominis. Encore une fois, des présents sont échangés sur fond de danses. L'hiver suivant est toutefois très rigoureux et la chasse est difficile. Bientôt, Français comme Autochtones sont affamés. Radisson estime à 500 le nombre de morts parmi les Saulteux, Outaouais, Ménominis, etc. Le redoux leur permet de recommencer à se nourrir du produit de la chasse. C'est à ce moment que deux Sioux arrivent au fort de Radisson et de Des Groseilliers. Selon l'historien Gilles Havard, il s'agirait de la première rencontre entre Sioux et Européens.
Deux mois plus tard, huit ambassadeurs sioux et une quinzaine de femmes viennent demander aux Saulteux la liberté de circuler pour assister à la fête des morts. Radisson et des Groseilliers sont présents lors des cérémonies menant aux alliances et fument même le calumet qu'on leur propose. Les deux Français se mettent en scène pour montrer leur force, notamment en jetant de la poudre dans le feu.
Au printemps de 1660, des Saulteux et 18 autres nations, dont des Sioux, des Ojibwés et des Cris, sont rassemblés dans la région du Mille Lacs Lake pour célébrer la fête des morts. La fête, ponctuée par des festins et des chants, s'étend sur deux semaines et réunit environ 2000 Autochtones. Radisson et des Groseilliers assistent également à l'événement. Des deux côtés, Français et Autochtones sont très impressionnés par cette rencontre qui se déroule dans un mélange d'émerveillement et de crainte. Les deux Français ont revêtus des habits particuliers pour la circonstance, tirent du fusil et jettent des poignées de poudre dans le feu en disant qu'il s'agit de tabac. Radisson et des Groseilliers offrent en plus des présents, et reçoivent des peaux de castor en échange.
Six semaines après cette fête, Radisson, des Groseilliers et des Saulteux repartent vers la baie de Chagouamigon où ils construisent un fort. Radisson se fait mal au dos et des Groseilliers est contraint de l'étendre sur un traîneau avant d'aller chercher de l'aide. Radisson se remet de ses blessures et de ses mésaventures au cours des semaines suivantes.
Les deux Français accompagnent ensuite des Cris sur les rives de la baie d'Hudson. Si les Cris accueillent les deux hommes après leur traversée du lac Supérieur, ils ne les laissent cependant pas descendre de leurs embarcations. Radisson et des Groseilliers décident alors de se rendre à la baie d'Hudson où ils passent une partie de l'été.
À leur retour dans la vallée laurentienne en 1660, ils ramènent une cargaison de fourrures au sein d'une flottille d'environ 360 canots à l'intérieur desquels se trouvent près de 700 Cris. Le 19 août, ils arrivent à Montréal. Des Groseilliers en profite pour conclure une entente avec Charles Le Moyne pour écouler les peaux. Le 24 août, Radisson et des Groseilliers retrouvent leur famille à Trois-Rivières avant de se rendre à Québec pour rencontrer le gouverneur. Comme ils n'avaient pas obtenu de permis pour la traite des fourrures de sa part, le gouverneur Pierre de Voyer d'Argenson les reçoit mal en plus de les soumettre à l'amende (10 000 livres) et au droit de coutume (14 000 livres). Les deux hommes parviennent malgré tout à faire d'importants profits.

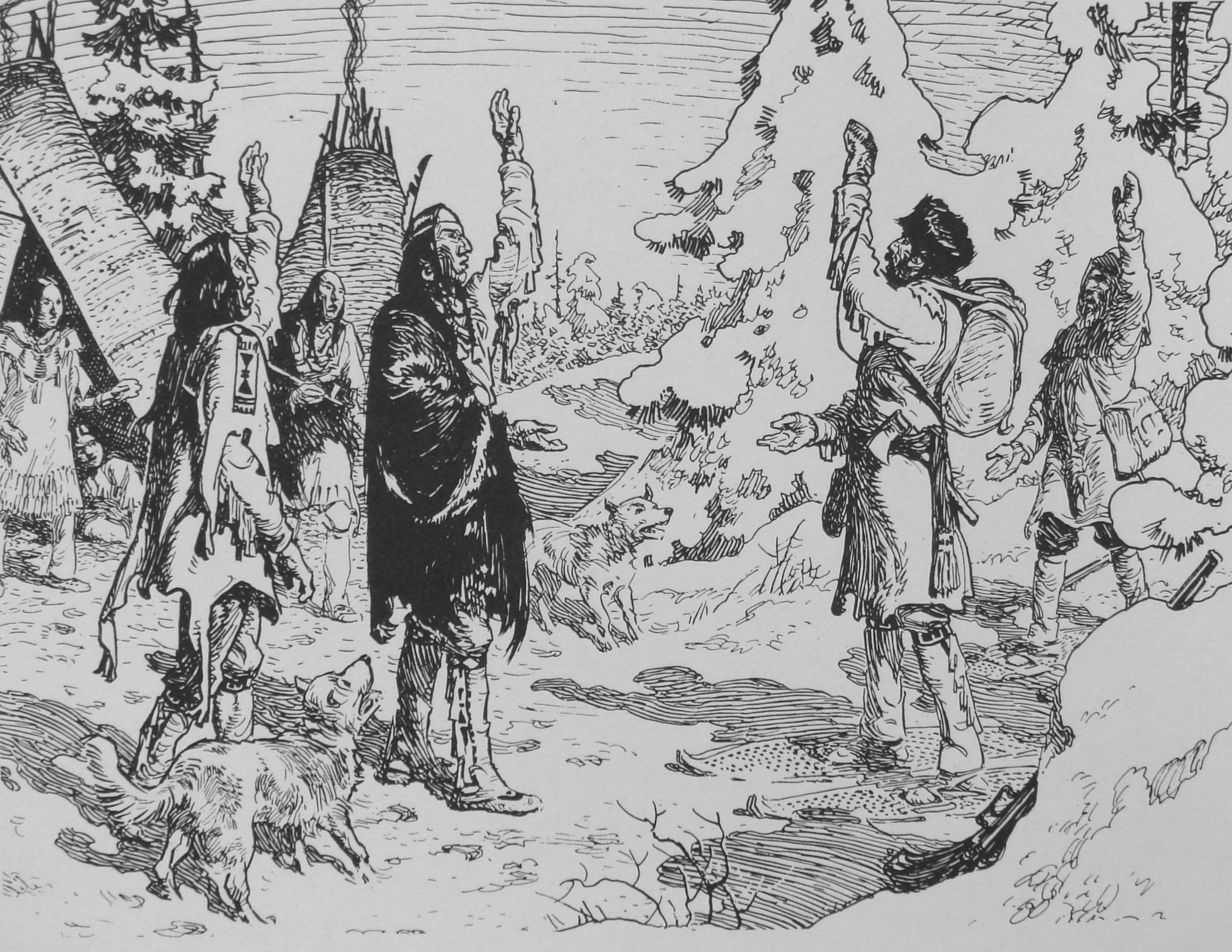
Scène imaginée de l'arrivée de Radisson dans un campement autochtone en 1660.

### Au service de l'Angleterre
Le voyage de 1660 est plein d'enseignements malgré tout car il leur a permis de découvrir l'existence de la « mer salée », la baie d'Hudson, dont parlaient tant les Autochtones. Radisson et des Groseilliers caressent dès lors l'idée de commercer sans intermédiaires avec les Cris. Ils tentent d'y intéresser d'autres personnes mais ils ne trouvent aucun appui en Nouvelle-France ni en France. Radisson et des Groseilliers décident donc d'aller à Boston en 1662 afin d'intéresser les autorités de colonies de la Nouvelle-Angleterre à de telles expéditions.
Ils font la connaissance de l'officier britannique George Cartwright, qui les incite à se rendre en Angleterre. Il les présente à Sir George Carteret à cette fin. Ce dernier leur permet de rencontrer le roi Charles II. Placés sous la protection du prince Rupert, cousin du roi, et de son secrétaire James Hayes, les Anglais appuient les projets d'expédition des deux Français à la baie d'Hudson. À partir de 1665, Radisson s'est installé à Londres où il consigne par écrit ses aventures en Nouvelle-France (Voyages of Peter Esprit Radisson) pour l'aider à convaincre des investisseurs. Au cours des années suivantes, Radisson et des Groseilliers tentent en vain de mettre sur pied des expéditions à la baie d’Hudson. Entre-temps, il fait le commerce des pelleteries avec son beau-frère à Londres.
En 1668, ils quittent finalement l'Angleterre à bord de deux navires affrétés par le prince Rupert, l'Eaglet et le Nonsuch. Les deux beaux-frères se rendent à la baie d'Hudson en passant par le nord. Cette nouvelle route, plus courte, avait pour avantage d'éliminer la nécessité de passer par le fleuve Saint-Laurent contrôlé par les Français. Seul le Nonsuch arrive à destination le 29 septembre, des Groseilliers à son bord, car l'Eaglet, avarié au cours d'une tempête, a dû retourner en Angleterre avec Radisson.

Des Groseilliers atteint la rivière Rupert au sud de la baie James où se trouve le fort Charles (plus tard Rupert House). Il achète les terres aux Autochtones de la baie James, qui viennent échanger des fourrures. L’année suivante, Des Groseilliers est de retour en Angleterre avec une riche cargaison de peaux de castor. Ce premier succès est suffisant pour convaincre le prince Rupert et ses associés d'investir davantage. Ils demandent au roi une charte royale, qu'ils obtiennent le 2 mai 1670,. La Compagnie de la Baie d’Hudson (The Governior and Company of Adventurers Trading into Hudson Bay) est créée.
Dès le 31 mai 1670, Radisson et des Groseilliers repartent pour la baie d’Hudson. Le navire à bord duquel se trouvait Radisson, le Wivenhoe atteint l’embouchure de la rivière Nelson. Charles Bayly prend possession du lieu au nom de l’Angleterre. Des Groseilliers, sur le Prince Rupert, retourne quant à lui à l'endroit qu'il avait visité l’année précédente, à l’embouchure de la rivière Rupert. Radisson l'y rejoint peu après. Au cours des années suivantes, Radisson et des Groseilliers font l'aller-retour Angleterre-baie d'Hudson pour la Compagnie de la Baie d'Hudson à de nombreuses reprises. En 1672, Radisson épouse la fille de sir John Kirke, un des associés de la Compagnie de la Baie d’Hudson, à Londres. De cette union sont nés un fils et une fille.

### Au service de la France
Lors d'un voyage à Londres en 1674, les deux commerçants, insatisfaits du traitement que leur réserve la compagnie, sont convaincus par le jésuite Charles Albanel, alors prisonnier en Angleterre, de revenir au service de la France. En 1675, ils obtiennent des « lettres de pardon et de rémission ». Le ministre Colbert leur recommande ensuite de retourner au Canada et de s’entendre avec les autorités. Ils sont cependant reçus froidement par le gouverneur Louis de Buade de Frontenac. Radisson décide donc de retourner en France où il entre dans la Marine.
Or, au début des années 1680, la rivalité franco-anglaise à la baie d'Hudson se fait de plus en plus sentir. En 1681, un marchand canadien, Charles Aubert de La Chesnaye, qui recevra une charte pour la traite des fourrures (Compagnie de la Baie du Nord) en 1682, entre en contact avec Radisson qui se trouve à Paris. Une expédition est décidée. Elle doit conduire à la fondation d'un établissement français à l'embouchure du fleuve Nelson dans la baie d'Hudson. En août 1682, Radisson, chef de poste de la Compagnie du Nord, pilote deux navires jusqu’à la rivière Hayes, à l’ouest de la baie James. Grâce à sa connaissance de la région et de ses habitants, les hommes qui l'accompagnent parviennent à prendre le poste aux Anglais. Ils font en plus de nombreux prisonniers, saisissent un navire bostonnais et s'emparent d'une importante cargaison de fourrures.
Après ce succès, Radisson et des Groseilliers sont de retour à Trois-Rivières. Mais l'histoire se répète pour eux. Le gouverneur fait prélever une taxe sur leurs fourrures et libère le navire qu'ils avaient capturé. Leur protecteur Colbert étant mort en 1684, c'est en vain qu'ils réclament un dédommagement à la France. Si des Groseilliers revient en Nouvelle-France, Radisson, séparé de son épouse, choisit plutôt l’Angleterre.

### Naturalisé anglais
Radisson passe ainsi au service de la Compagnie de la Baie d'Hudson en 1684 et mène des expéditions dans la baie. Il persuade son neveu, Jean-Baptiste Des Groseilliers, de passer lui aussi au service de l'Angleterre et de reprendre le fort Bourbon (fort Nelson) aux bénéfices de la compagnie. Il saisit les fourrures appartenant aux Français puis supervise les affaires commerciales de la Compagnie de la Baie d'Hudson au fort Nelson, à l'embouchure du fleuve Nelson. Radisson se présente comme écuyer anglais à partir de 1685. Le 3 mars 1685, il épouse en deuxièmes noces Margarett Charlotte Godet à Londres. Le couple aurait eu minimalement trois fils.
Les Français lui tiennent rigueur de ses agissements et le considèrent dorénavant comme un traître. En 1686, une expédition est décidée contre les postes anglais de la région de la baie d’Hudson. La Compagnie du Nord et le gouverneur dépêchent une centaine d'hommes, dont les frères d'Iberville et l'officier Pierre de Troyes. Radisson ne s'y trouve toutefois pas. En mars de la même année, Louis XIV écrit aux autorités coloniales et insiste sur « le mal que le nommé Radisson a fait à la colonie et celui qu’il serait capable de faire s’il restait plus longtemps parmi les Anglais […] ». Naturalisé Anglais en 1687, Radisson demeure en Angleterre dans les années suivantes. La Compagnie de la Baie d'Hudson lui verse une pension annuelle de 100 livres.

### Mort
En Angleterre, Radisson termine l'écriture de ses récits de voyage. Il meurt à Londres le 21 juin 1710. Un registre paroissial londonien de cette date mentionne les funérailles d'un « gentleman décati » du nom de Pierre Radisson. Il laisse sa troisième femme, Élisabeth, et 3 enfants derrière lui.

## Hommages
- Une localité de la région du Nord-du-Québec porte le nom de Radisson.
- Une station du métro de Montréal porte le nom de Radisson.
- Le brise-glace de la Garde côtière canadienne, le NGCC Pierre Radisson[38].
- Dans la ville de Québec, l'équipe de hockey mineur Radisson de Québec.
- Une chaîne d'hôtels, fondée en 1909 à Minneapolis, Radisson Hotels & Resorts, fait également référence à cet explorateur français.
- Un traversier de la Société des traversiers du Québec, à la traverse de L'Isle-aux-Coudres–Saint-Joseph-de-la-Rive, porte le nom de NM Radisson.
- Un club de canot de l'Outaouais a été nommé en son honneur, le Club de canot camping Pierre Radisson.
- Une unité de réserve navale des Forces armées canadiennes, le NCSM Radisson à Trois-Rivières.

### Série télévisée
Mettant entre autres en vedette Jacques Godin dans le rôle-titre et René Caron dans celui de Des Groseillers, Radisson a été diffusée de 1957 à 1959 à la télévision de Radio-Canada. Cette série a été écrite par Jean Desprez, John Lucarotti et Renée Normand et réalisée par Pierre Gauvreau.

## Œuvres
- The Collected Writings, Montréal, McGill-Queen's Press, 2012-2014, 2 volumes. — Édité par Germaine Warkentin.
- Les aventures extraordinaires d'un coureur des bois. Récits de voyages au pays des Indiens d'Amérique, Québec, Éditions Nota Bene, 1999. — Traduit de l'anglais et annoté par Berthe Fouchier-Axelsen.
- Journal 1682-1683: les débuts de la Nouvelle-France. Montréal, Éditions internationales Alain Stanké, 1979. — Traduit de l'anglais par Pierre-Paul Charlebois.
- The explorations of Pierre Esprit Radisson: from the original manuscript in the Bodleian Library and the British Museum, Minneapolis, Minnesota, Ross & Haines, 1961. — Arthur T. Adams pour l'édition et Loren Kallsen pour la modernisation d'orthographe.
- «Relations des voyages de Pierre-Esprit Radisson dans les années 1682-3 et 4», Rapport sur les archives canadiennes, par Douglas Brymner... 1895, Ottawa, 1896, p. 1-42. (lire en ligne)
- Voyages of Peter Esprit Radisson, being an account of his travels and experiences among the North American Indians, from 1652 to 1684, transcribed from original manuscripts in the Bodleian Library and the British Museum with historical illustrations and an introduction by Gideon D. Scull, London England, Boston, The Prince Society, 1885, 385 p. (lire en ligne)

### Ouvrages généraux
- Peter C. Neumann, La Baie d'Hudson. La compagnie des aventuriers, Montréal, Éditions de l'Homme, 1985.
- Gilles Havard, Histoire des coureurs de bois, Amérique du Nord 1600-1840, Paris, Les Indes savantes, 2016 (ISBN 978 - 2 - 84 654 - 424 - 5).
- Gilles Havard, L'Amérique fantôme. Les aventuriers francophones du Nouveau Monde, Paris, Flammarion, 2019, 649 p. (ISBN 978-2-89077-881-8)

### Ouvrages, thèses
- Denis Combet, Luc Côté et Gilles Lesage (dir.), De Pierre-Esprit Radisson à Louis Riel: voyageurs et Métis / From Pierre-Esprit Radisson to Louis Riel: Voyageurs and Métis, Winnipeg, Presses universitaires de Saint-Boniface, 2014, 330 p.
- Marie-Hélène Fraïssé, Radisson : Indien blanc, agent double (1636-1710), Actes Sud, 2008, 349 p.
- Martin Fournier, Pierre-Esprit Radisson. 1636-1710. Aventurier et commerçant, Québec, Éditions du Septentrion, 2001, 324 p. [présentation en ligne]
- Martin Fournier, Les quatre couleurs de Radisson : explorer aujourd'hui le XVIIe siècle, thèse de doctorat (histoire), Université Laval, 1998, 374 p. (lire en ligne)
- Diane Guillet, Les «Radisson» de l'historiographie revus et corrigés, mémoire de maîtrise (histoire), Université de Montréal, 1997, 180 p.
- Martin Fournier, Pierre-Esprit Radisson Coureur des bois et homme du monde (1652-1685), Éditions Nota Bene, 1996, 125 p.
- Grace Lee Nute, The Voyageur, Minnesota Historical Society Press, 1987, 301 p.
- Grace Lee Nute, Caesars of the Wilderness. Medard Chouart, Sieur Des Groseilliers and Pierre Esprit Radisson, 1618-1710, New York, Appleton-Century, 1943, 386 p. — Réimpression en 1978 par la Minnesota Historical Society Press de St-Paul aux États-Unis.
- Narcisse-Eutrope Dionne, Chouart et Radisson. Odyssée de deux Canadiens-Français au XVIIe siècle, Québec, Laflamme & Proulx, 1910, 212 p. (ligne en ligne)
- Louis Arthur Prud'homme, Notes historiques sur la vie de P. E. de Radisson, Saint-Boniface, 1892, 60 p. (lire en ligne)
- Michel Le Bris, Dictionnaire Amoureux des Explorateurs, France, Plon, 2010, p. 797-805.

### Articles
- Peter N. Moogk, «Radisson, Pierre-Esprit», L'Encyclopédie canadienne, Toronto, Historica Canada, 2008.
- «Dossier patrimoine Radisson», Encyclopédie du patrimoine culturel de l'Amérique française, 2008.
- Martin Fournier, « Le voyage de Radisson et Des Groseilliers au lac Supérieur, 1659-1660 : un événement marquant dans la consolidation des relations franco-amérindiennes », Revue d'histoire de l'Amérique française, vol. 52, no 2, 1998, p. 159-187.
- Martin Fournier, «Analyse d'un phénomène complexe et pluridisciplinaire : le cas Radisson», Canadian Folklore Canadien, volume 18, no 2, 1996, p. 91-109.
- Daniel Vaillancourt, « Figures de Radisson: de la Cour aux bois», Recherches amérindiennes au Québec, volume 17, no 3, 1987, p. 23-30.
- Pierre Germain, « Les récits de voyages de Pierre-Esprit Radisson : étude d’histoire bibliographique », Revue d'histoire de l'Amérique française, vol. 34, no 3, 1980, p. 407-414.
- Grace Lee Nute, «RADISSON, PIERRE-ESPRIT», Dictionnaire biographique du Canada, vol. II (1701-1740), Université Laval/University of Toronto, 1969 (révisé en 1991).

### Fiction
- Martin Fournier, Les Aventures de Radisson. Tome 4. Le Castor ou la vie, Québec, Éditions du Septentrion, 2021, 402 p.
- Martin Fournier, Les Aventures de Radisson. Tome 3. L'année des surhommes, Québec, Éditions du Septentrion, 2016, 355 p.
- Martin Fournier, Les Aventures de Radisson. Tome 2. Sauver les Français, Québec, Éditions du Septentrion, 2014, 438 p.
- Martin Fournier, Les Aventures de Radisson. Tome 1. L'enfer de brûle pas, Québec, Éditions du Septentrion, 2011, 321 p.
- Jean-Sébastien Bérubé, Radisson. Tome 4. Pirates de la baie d'Hudson, Glénat Québec, 2012.
- Jean-Sébastien Bérubé, Radisson. Tome 3. Coureur des bois, Glénat Québec, 2011.
- Jean-Sébastien Bérubé, Radisson. Tome 2. Onondaga, Glénat Québec, 2010.
- Jean-Sébastien Bérubé, Radisson. Tome 1. Fils d'Iroquois, Glénat Québec, 2009.
- André Durand, Le secret de Radisson. Les aventures du plus célèbre coureur de bois de la Nouvelle-France, Outremont, Lanctôt, 04/2001. (Broché; 340 p.;  (ISBN 2-89485-169-3);  (ISBN 9782894851692); Grand Format: 15,5 × 23,0 cm)
- Donatien Frémont, Pierre Radisson. Roi des coureurs de bois, Montréal, Éditions Albert Lévesque, 1933, 264 p.